# Вълчо Атанасов
Вълчо Атанасов Тюркеджиев е български революционер, деец на Вътрешната македоно-одринска революционна организация.

## Биография
Вълчо Атанасов Тюркеджиев е роден през 1875 година в дедеагачкото село Еникьой, тогава в Османската империя. Докато учителства в родното си село, ръководи селската чета и е член на районния комитет на ВМОРО. През 1903 година е арестуван при Чобанкьойската афера и осъден на 15 години затвор, но е амнистиран през 1904 година. В 1906 година е повторно арестуван, но успешно бяга. Осъден е задочно на смърт и се установява в Княжество България, където приема свещенически сан. Умира през 1920 година в русенското село Белцов.